# 10038 Tanaro
10038 Tanaro este un asteroid din centura principală de asteroizi.

## Descriere
10038 Tanaro este un asteroid din centura principală de asteroizi. A fost descoperit pe 28 aprilie 1984 la Observatorul La Silla de Vincenzo Zappalà. Asteroidul prezintă o orbită caracterizată de o semiaxă mare de 2,15 ua, o excentricitate de 0,10 și o înclinație de 3,4° în raport cu ecliptica.